# Io ti salverò
Io ti salverò (Spellbound) è un film del 1945 diretto da Alfred Hitchcock.

## Trama
La dottoressa Costanza Petersen lavora in una clinica psichiatrica (Green Manors, ossia Villa Verde) diretta dal dottor Murchison, che sta per andare in pensione anticipata a causa di un esaurimento nervoso e che dev'essere sostituito dal dottor Antonio Edwardes. Il dottore che arriva alla clinica, tuttavia, si scoprirà essere John Ballantyne, un giovane che soffre d'amnesia e che si sospetta sia l'assassino del vero dottor Edwardes.
John Ballantyne è affetto da una strana fobia a seguito della quale perde i sensi ogni volta che vede linee scure parallele su fondo bianco. La dottoressa Petersen s'innamora di lui e cercherà, anche con l'aiuto del dottor Brulov, suo vecchio professore di psicanalisi, di rivelarne l'identità e di scoprire l'assassino del dottor Edwardes.

## Produzione
La creazione del film generò un'aspra discussione tra il regista e il produttore, David O. Selznick. Selznick aveva firmato un contratto con Hitchcock e voleva che lui girasse un film basato sulle conoscenze di Selznick stesso nell'ambito della psicoanalisi. In più, il produttore portò la sua psichiatra sul set per avere consigli tecnici. La donna e Hitchcock ebbero frequenti scontri. Hitchcock, in più, chiese all'artista Salvador Dalí di rappresentare graficamente alcune scene di carattere onirico, che però non piacquero a Selznick.
Benché si sia fatto uso della maggior parte delle immagini di Dalí, fu tagliata una sequenza onirica in cui Ingrid Bergman si trasformava in una statua della dea Diana. La pellicola di questa scena è andata perduta; ce ne restano tuttavia alcune immagini. Nel progetto originario la scena del sogno doveva durare circa 20 minuti e comprendere anche una scena in una sala da ballo con dei pianoforti sospesi e delle figure immobili che fingevano di danzare, ma non fu girata.
Hitchcock definì il film «...una storia di caccia all'uomo presentata in un involucro di pseudo-psicanalisi».

### Regia

#### Sequenze oniriche

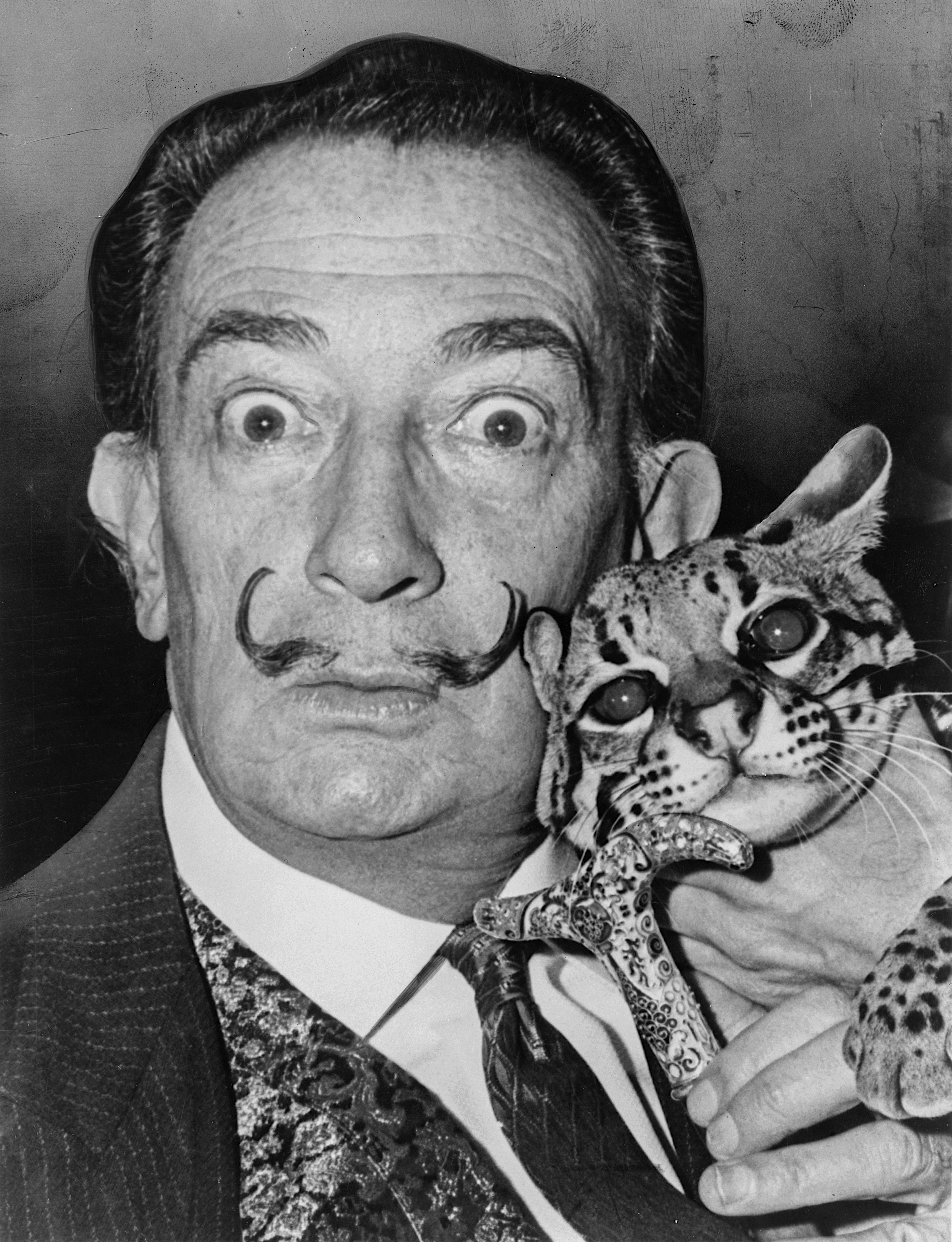
L'artista catalano Salvador Dalí, creatore delle celebri sequenze oniriche

Hitchcock voleva un modo nuovo di rappresentare i sogni: non più «...la nebbia che confonde i contorni delle immagini» o «... lo schermo che trema», ma «...tratti netti e chiari», contorni taglienti e immagini piene di luce, come nei quadri di Salvador Dalí e di Giorgio de Chirico. Dalí fa derivare alcune immagini surrealiste del sogno dai film che aveva realizzato a Parigi con Luis Buñuel, Un chien andalou - Un cane andaluso e L'âge d'or.

#### La pistola
Nel finale la canna della pistola diretta verso la protagonista ruota di mezzo giro e punta direttamente contro lo spettatore. Al momento dello sparo la pellicola in bianco e nero si tinge improvvisamente di rosso. Nel libro Il cinema secondo Hitchcock, di François Truffaut, il regista spiega che per girare quella scena si dovette costruire una gigantesca mano finta da posizionare di fronte alla macchina da presa: ottenere lo stesso effetto proporzionale con una mano vera non sarebbe stato possibile a causa dei limiti del movimento di un braccio umano: durante la rotazione la pistola si sarebbe avvicinata significativamente alla macchina da presa, impedendo così una corretta continuità nella messa a fuoco dell'immagine. Nel suo libro divulgativo Curar nevrotici con la propria autoanalisi il celebre psicanalista italiano Cesare Musatti cita il caso di una persona per la quale questo episodio cinematografico aveva rappresentato il segno scatenante di una situazione di forte disagio psicologico, innescando per analogia un profondo senso di colpa.

### Soggetto
Il film fu adattato da Angus MacPhail e sceneggiato da Ben Hecht dal romanzo La casa del dottor Edwardes di Francis Beeding.

### Cast
- La parte della protagonista è interpretata da Ingrid Bergman, Hitchcock trovò l'attrice così rispondente al tipo di donna ideale che aveva in mente che la volle in altri due suoi film successivi, Notorius e Il peccato di Lady Considine.
- La parte del protagonista maschile è interpretata da Gregory Peck, che, due anni dopo, reciterà ancora per il regista la parte dell'avvocato Keane nel film Il caso Paradine.
- Nel ruolo del dottor Brulov recita Michail Čechov - nipote dello scrittore Anton Čechov - grande attore di teatro e maestro di recitazione di molte star di Hollywood, fra cui anche i due protagonisti del film.
- L'attrice Rhonda Fleming esordì nel ruolo di Mary Carmichael.

#### Cameo

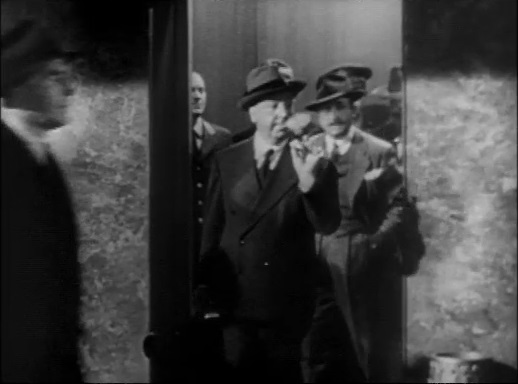
Il cameo di Hitchcock

Al 40º minuto del film il regista esce dall'ascensore dell'Empire Hotel fumando una sigaretta con una custodia di violino.

### Riprese
Le riprese ebbero luogo fra il luglio e l'ottobre del 1945.

## Colonna sonora
La colonna sonora del film è di Miklós Rózsa; notevole l'uso pionieristico del theremin.

## Distribuzione
La prima si ebbe il 28 dicembre 1945.
La realizzazione dei manifesti per l'Italia fu affidata al pittore cartellonista Anselmo Ballester.

## Accoglienza
Il film ebbe un grande successo di pubblico e di critica.

### Incassi
Era costato un milione e mezzo di dollari e ne fruttò sette al produttore: nel giro di poche settimane aveva già reso otto volte il suo costo.

### Critica
François Truffaut dichiara che non gli è piaciuta granché la sceneggiatura, che si aspettava un film folle, delirante e invece ha trovato un film troppo logico e razionale, con molti dialoghi, e che al confronto con gli altri film del regista manca un po' di fantasia e inoltre che Gregory Peck non è un attore hitchcockiano. Sottolinea alcune soluzioni cinematografiche molto efficaci: ad esempio l'idea dell'amore come colpo di fulmine rappresentato dalle sette porte che si aprono dopo il primo bacio fra i due protagonisti; la serie d'inquadrature, inferriate e primissimi piani della protagonista, che raccontano l'arresto del presunto assassino.
Rohmer e Chabrol lo considerano «...un grande film d'amore dove la donna intesa come angelo custode assume il ruolo protettore e materno... di confessore e di salvatrice».

### Tematiche trattate e analisi
Nella psicanalisi Hitchcock ritrova i suoi temi preferiti, la colpa e la confessione.
Il film inizia con il testo seguente: 
- «La nostra storia si occupa della psicoanalisi, il metodo col quale la scienza moderna tratta i problemi emotivi delle persone sane. L'analista cerca solo d'indurre il paziente a parlare dei suoi problemi nascosti, per aprire le porte serrate della sua mente. Una volta che i complessi che disturbano il paziente sono scoperti e interpretati, la malattia e la confusione scompaiono.... e i demoni dell'irragionevolezza sono scacciati dall'anima umana».

Il dottor Brulov, nello spiegare a John Ballantyne i motivi della sua amnesia, afferma:
- «Il segreto della tua identità e della causa per cui ne hai perso cognizione si trova nascosto in fondo al tuo cervello, però tu fai finta di niente, di non saperlo. L'uomo sovente si rifiuta di sapere la verità in se stesso perché ha paura di soffrire troppo; e invece, cercando di dimenticarsene, ne soffre maggiormente».

Le linee parallele, il colore bianco ossessionano il protagonista: righe fatte dalla forchetta sulla tovaglia, righe bianche e nere della vestaglia, rotaie, righe in rilievo nella coperta; bianco è il latte con il bromuro, bianca è la neve che cade, bianchi e neri i segni lasciati dagli sci sul pendio in discesa; i significati profondi del sogno sono nascosti in occhi tagliati, carte da gioco, spiovente del tetto.
Con eccessiva semplificazione il film propone una situazione di amnesia profonda che pare alla fine completamente risolta dopo aver rivissuto la situazione sul campo di sci e ricordato l'episodio dell'infanzia. Tuttavia proprio perché il film propone una "guarigione" completa dall'amnesia non è possibile che il protagonista alla fine ricordi distintamente la sequenza di fatti che hanno portato all'incidente ma non citi minimamente punti importanti e non traumatici come l'identità dell'assassino e il litigio precedente al ristorante di New York.

## Riconoscimenti
- Premi Oscar 1946:
  - Miglior colonna sonora a Miklós Rózsa
  - Candidatura Miglior film alla Selznick Production
  - Candidatura Migliore regia a Alfred Hitchcock
  - Candidatura Miglior attore non protagonista a Michael Chekhov
  - Candidatura Migliore fotografia a George Barnes
  - Candidatura Migliori effetti speciali a Jack Cosgrove
- 1946 - New York Film Critics Circle Award
  - Miglior attrice protagonista a Ingrid Bergman